# Crnoštica
Crnoštica (izvirno srbsko Црноштица; bolgarsko Църнощица) je naselje v Srbiji, ki upravno spada pod Občino Bosilegrad; slednja pa je del Pčinjskega upravnega okraja.

## Demografija
V naselju živi 168 polnoletnih prebivalcev, pri čemer je njihova povprečna starost 48,2 let (46,4 pri moških in 50,1 pri ženskah). Naselje ima 70 gospodinjstev, pri čemer je povprečno število članov na gospodinjstvo 2,71.
Prebivalstvo je večinoma nehomogeno, a v času zadnjih treh popisov je opazno zmanjšanje števila prebivalcev.
|  |

| Demografija | Demografija     | Demografija     |
| Leto        | Št. prebivalcev | Št. prebivalcev |
| ----------- | --------------- | --------------- |
|             |                 |                 |
|             |                 |                 |
|             |                 |                 |
|             |                 |                 |
| 1948        | 706             |                 |
| 1953        | 746             |                 |
| 1961        | 611             |                 |
| 1971        | 494             |                 |
| 1981        | 358             |                 |
| 1991        | 261             | 261             |
| 2002        | 199             | 190             |
|             |                 |                 |

| Etnična sestava po popisu iz leta 2002 | Etnična sestava po popisu iz leta 2002 | Etnična sestava po popisu iz leta 2002 | Etnična sestava po popisu iz leta 2002 | Etnična sestava po popisu iz leta 2002 |
| -------------------------------------- | -------------------------------------- | -------------------------------------- | -------------------------------------- | -------------------------------------- |
| Bolgari                                | Bolgari                                |                                        | 105                                    | 55,26%                                 |
| Jugoslovani                            | Jugoslovani                            |                                        | 43                                     | 22,63%                                 |
| Srbi                                   | Srbi                                   |                                        | 8                                      | 4,21%                                  |
| Makedonci                              | Makedonci                              |                                        | 2                                      | 1,05%                                  |
| Neznano                                | Neznano                                |                                        | 0                                      | 0,0%                                   |